# 技术写作
技术写作是技术传播内容的写作，可应用于各种技术和专业领域，例如计算机硬件和软件、工程学、化学、航空工程、机器人学、金融、医学、消费电子产品、和生物技术。技术写作是技术传播领域最大的一个分支。
美国技术传播协会（Society for Technical Communication）将技术传播定义为各种形式的传播，它们具备以下特征：(1) 关于技术或专门的主题，例如计算机应用程序、医疗流程、或环境保护法规；(2) 使用印刷文档或技术手段进行传播，例如网页、帮助文件、或社交媒体网站；(3) 提供如何做某事的指导说明，无论任务的技术成程度如何。 

## 概述
技术写作由技术写作人员（或技术资料编写者）完成、是一个在专业场所编写和共享信息的过程。:4技术写作人员的首要任务是以最明确、有效的方式将信息（通常是复杂的信息）传达给另一个人或另一方。:4分析信息并以易于阅读和理解的格式呈现信息是他们的主要任务之一。:12–14一个好的技术写作人员需要很强的写作和沟通技巧。他们不仅通过文字传达信息，还必须熟练使用计算机。例如，使用各种软件程序来创建和编辑插画，使用图表制作软件创建视觉辅助，以及使用文档处理软件来设计、创建文档。
虽然通常跟在线帮助和用户手册联系在一起，技术写作涵盖多种文档类型和技术手段。新闻稿、备忘录、商业计划书、数据手册、产品描述和设计规范、白皮书、个人简历、和工作申请函，这些只是技术写作中的一小部分。

## 发展历史
虽然技术写作在第二次世界大战后才被公认为是一个正式的职业，:2但它的起源可追溯到古典时期。:233评论家们认为，亚里士多德等作家的作品是最早的技术写作形式。:234杰弗里·乔叟的《论星盘》(Treatise on the Astrolabe) 一书是技术文档的最早范例，也被认为是第一篇用英文出版的技术文档。
随着机械式印刷机的发明、文艺复兴开始、以及启蒙时代的兴起，用文件记录研究结果变成一个必然需求。艾萨克·牛顿和列奥纳多·达·芬奇等科学家和发明家纷纷用文档记录了他们的发明和研究结果。:1 这些文档虽然在其发行时期不叫做技术文档，但对于发展现代形式的技术沟通和写作起到了至关重要的作用。
在工业革命期间，技术沟通领域进一步发展。:3随着新机器的发明和使用，指导人们使用这些越来越复杂的机器的需求不断增加。:8然而跟过去口头传下来的技能不同，除发明者之外，没有人知道如何使用这些新设备。因此写作成为传播信息最快、最有效的方式，能用文档描述这些设备的写作人员成为一种渴求。
在 20 世纪，技术写作的需求猛升，技术写作职业也终于被正式承认。第一次世界大战和第二次世界大战推进了医学、武器装备、计算机科学、和航空航天技术的发展。:2 技术的快速发展、再加上战争的紧迫性，迫切需要用设计精良的文档来记录这些技术的使用方法。技术写作在这一时期的需求量很大，并在第二次世界大战期间成为一个正式的职位。:1
第二次世界大战之后，技术的发展促进了生活消费品和生活水平的提升。:3在战后繁荣时期，公共服务（例如图书馆和大学）以及交通系统（例如公交车和公路）发展迅猛，需要越来越多的写作人员来记录这些过程。:1同样在这个时期，计算机开始在大型企业和大学使用。值得一提的是，在 1949 年，Joseph D. Chapline 编写了第一篇计算机技术文档，它是 BINAC 计算机的使用手册。 
1947 年晶体管的发现使计算机的制造成本比以往任何时候都要低。:3 更便宜的价格意味着个人和小型企业也能购买计算机。:3由于计算机变得越来越重要，对能够用文档描述这些设备的写作人员的需求也不断增长。:3在 20 世纪 70 和 80 年代，随着消费电子产品进入越来越多的家庭，技术写作职业得到进一步发展。
近年来，计算机在社会中的突出地位推进了数字沟通领域的诸多发展，技术写作人员使用的工具也有了很大变化。:3超文本、文字处理软件、绘图软件、以及排版软件使得技术文档的创建变得比以往任何时候更快、更容易，现在的技术写作人员必须熟练使用这些软件。:8–9

## 技能
技术写作人员需要具备多种技能，例如：
- 优秀的书面语言能力
- 对事物是如何工作的抱有好奇心
- 面谈技巧
- 平面设计知识
- 计划和分析能力
- 传播信息的能力
- 有逻辑地组织信息

好的技术写作要求简洁、目标明确、易于理解、没有错误、并且以读者为中心。:7技术写作人员应使文档尽可能表达明确、避免使用行业术语，语言风格方面应避免被动语态和名词化（即把动词、形容词转换为名词使用）。:236–245由于要应用于真实的场景，技术文档应明确文档主题是什么，以及读者应该做什么。以描述如何使用大功率 X 射线机的使用说明书为例，如果内容晦涩难懂，可能会导致严重的后果。
技术写作要求写作人员对其读者做大量研究。:84–114技术写作人员需要知道读者对所讨论内容的了解程度，因为读者的知识库将决定文档的内容和重点。:84–114例如写给一群高水平科学家的讨论某科学研究成果的评估报告，跟写给普通大众的将大不相同。技术写作人员本身不需要是主题专家 (SME)，当某项工作需要对主题具备更多知识时，他们通常与主题专家共同协作来完成。:51
技术写作必须准确。在分析读者之后，技术写作人员必须知道要传达什么内容，然后以准确、适当的方式传达信息。如果写作人员表达的信息不准确，可能会造成人身伤害、环境或财产方面的损失。了解读者对保证准确性很重要，因为文档语言需要根据读者对主题的了解程度进行调整。例如编写如何正确、安全搭建书架的使用说明书，应确保任何人都可以跟着操作，而且要求精确到细节（如每个紧固件的具体位置）。如果这些说明不准确，可能会导致书架安装不稳或无法安装。
文档的设计和版面也是技术写作非常重要的组成部分。:261–286技术写作人员在文档的可读性上投入大量时间，因为设计糟糕的文档会妨碍读者对内容的理解。恰当使用文档设计元素对技术文档尤其重要，如项目符号、字体大小、和粗体。技术写作人员经常使用图片、图表和视频，因为对于传达复杂的信息（例如公司的年度收益或产品的设计特性），这些媒体元素远远比文字描述要有效的多。:306–307

## 技术文档
技术写作涉及多种类型和写作风格（取决于信息和读者）。:84–114不仅仅只有技术写作人员创建技术文档，在专业环境中工作的几乎所有人都创建某种类型的技术文档。以下是技术写作的一些例子：
- 使用说明和操作步骤是帮助开发人员或终端用户操作或配置某个设备或程序的文档。[12]:226以下产品的用户手册和故障排除指南是使用说明文档的一些范例：计算机程序、计算机硬件、家用产品、医疗设备、机械产品和汽车。
- 商业计划书是描述项目目的、项目中要完成的任务、完成项目的方法、以及项目成本的文档。大多数项目从商业计划书开始。[12]:191它包含多种多样的主题。例如，技术写作人员可能编写商业计划书来描述安装新的计算机系统所需的成本，营销专员可能写商业计划书来描述产品系列，教师可能编写商业计划书来说明新开设的生物课是如何安排的。
- 电子邮件、信件、和备忘录是一些最常见的商业书面文档。[12]:117信件和电子邮件可用于多种目的：有些简单地用于传达信息，而有些是为了说服收信人完成某项特定工作。信件通常是写给公司以外的人，备忘录是写给同公司其他员工的文档。[12]:118
- 新闻稿。当一个公司想要向公众披露某个新产品或服务，他们会雇佣技术写作人员撰写一篇新闻稿。该新闻稿旨在描述产品的功能以及能为公众带来哪些价值。[15]
- 设计规范是描述某个物品的结构、组成部分、包装、和交付物的设计要点，它提供足够详细的信息以使另一方能够重建。[16]例如，技术写作人员可能用文字和图表的方式编写某智能手机或自行车的规格书，以便制造商能够制造出该物品。
- 描述是对程序和过程的简单描述，以帮助读者理解某个事物是如何工作的。[3]:564例如，技术写作人员编写文档来描述温室效应，或用来说明自行车的刹车系统是如何工作的。
- 个人简历和工作申请函也属于技术文档的范畴[12]:284–285，用于向读者展示文档作者的个人背景和资历。
- 技术报告用来向读者提供信息、操作指南、和任务分析。[12]:141–143报告的形式多种多样。例如，技术写作人员评估一栋在售的建筑，并编写考察报告来描述他/她的考察结果、以及他/她是否认为应该购买该建筑；为某个非盈利组织工作的写作人员可能发表了一篇评估报告，用于展示该组织关于空气污染的研究成果。
- 案例研究是关于被研究的个人、团体或情况（也可能是出于了解某事物的目的，对现实生活中的某个情况进行观察或研究）的报告。[17]例如，某人在他/她的工作场所遇到的挑战，以及他/她是如何解决的，这就是案例研究。
- 白皮书是写给领域专家的文档，通常描述技术或商业方面的某个解决方案。[12]:644例如，描述如何使企业从市场中脱颖而出的文章，或解释企业如何防止网络攻击的文章，这些都属于白皮书。
- 网站。超文本的出现改变了文档阅读、组织和访问的方式。当今的技术写作人员通常负责编写网站页面，例如“关于我们”或产品页面，并要求熟练掌握 Web 开发工具。[18]:484–504
- 数据手册是关于产品、机器、设备、软件、应用程序、或系统的性能、关键指标、技术特性、应用电路和其它重要信息的简要概述。
- API 指南是为开发者社区编写的用来说明应用程序接口的文档。

## 工具
技术写作人员使用以下工具来编写和呈现文档：
- 桌面出版工具或文字处理工具。技术写作人员使用文字处理工具（例如 Scrivener、Microsoft Word、Apple Pages、LibreOffice Writer）来编写、编辑、设计和打印文档。对于技术写作来说，页面布局跟写作语言同样重要，因此技术写作人员还使用专业的桌面排版工具（例如 Adobe  InDesign 和 LyX）。[19] 这些软件跟文字处理工具的功能相似，但提供更多文档设计的功能，并使大量排版工作自动化。[20]
- 帮助文件制作工具被技术写作人员用来创建帮助系统。帮助文件与软件产品一起提供，可通过网页浏览器访问或以文件形式提供给用户在电脑上查看。 [21] Madcap Flare 和 Adobe Framemaker 是常用的帮助文件制作工具。
- 绘图软件。通常，图片和其它视觉元素能够比文本段落更好地描绘信息。[3]:306–307技术写作人员使用 Adobe Photoshop 和 GIMP 等绘图软件来创建和编辑文档的视觉部分，例如照片、图标、和图表。
- 协同软件。技术写作常常涉及不同公司间的多方沟通，是一种协作性事务。[3]:57因此，技术写作人员使用 Wiki 系统和共享的文档工作区来与其他写作人员和公司协同创建技术文档。[3]:74
- Web 开发工具。技术写作人员的工作已不再局限于创建文档。他们还必须为公司的企业网站和其它专业网站提供内容。[18]:485 Web 开发工具（例如 Adobe Dreamweaver）是技术写作人员要求熟练掌握的行业标准工具。
- 图形软件。技术写作人员使用图形和流程图来描绘统计信息（例如餐厅的访问人数，或某大学花在体育项目上的经费）。[3]:306–307 虽然可以使用 Microsoft Excel 和 Word 等软件来创建基础的图形和图表，有些时候技术写作人员必须制作极为复杂和详细的图形，而这些图形需要用到这些软件以外的功能。在这种情况下，通过强大的绘图软件（例如 Microsoft Visio）可以有效地组织和设计图形和图表。[22]
- 截屏工具。技术写作人员通常使用 Camtasia 和 Snagit 等截屏工具来截取桌面。[23][4]如果为计算机软件编写使用说明，对写作人员来说，将他们自己完成某个任务的过程录制下来比撰写一连串很长的说明要容易的多。截屏工具还能对电脑上运行的软件进行截图。

## 技术写作相关协会
- Association for Business Communication
- Czech Society for Technical Communication
- European Association for Technical Communication
- IEEE Professional Communication Society
- Institute of Scientific and Technical Communicators
- International Association of Business Communicators
- SIGDOC
- Society for Technical Communication
- Korea Technical Communications Association
- COM&TEC[24]